# Міжнародна радіоастрономічна обсерваторія «Суффа»
Міжнародна радіоастрономічна обсерваторія «Суффа» (МРАО «Суффа») — радіоастрономічна обсерваторія в Узбекистані, що належить Астрокосмічному центру ФІАН (Росія). Обсерваторія розташовується на високогірному плато Суффа у відрогах Туркестанського хребта за 200 км на південний захід від Ташкента. Головним інструментом обсерваторії є недобудоватий 70-метровий радіотелескоп типу РТ-70.

## Історія
Пошуки місця для будівництва радіообсерваторії тривали 5 років. Закладка першого каменю відбулася в травні 1981 року. З 1981 по 1991 роки на майданчику працювала метеостанція, яка стежила за астрокліматом.
У 1985 році в проєктному інституті АН СРСР А. М. Щусєв розробив проєкт будівель та споруд обсерваторії, а у 2005 році той самий інститут скорегував проєкт. Після розпаду СРСР будівництво зупинилось. Для завершення проєкту не вистачило двох років.
У 1995 році між Росією та Узбекистаном було підписано міжурядову угоду про спільні роботи щодо завершення будівництва МРАО «Суффа», але тоді будівництво так і не відновилось.
У 2003 оцінювалося, що на добудову РТ-70 необхідно 19 млн доларів.
2007 року будівельні роботи було відновлено. У розробці систем управління РТ-70 з боку Росії брали участь Інститут проблем машинознавства та Санкт-Петербурзький державний університет, а з боку Узбекистану — Ташкентське конструкторське бюро машинобудування. У 2007 році вартість завершення будівництва оцінювалась вже в 34 млн доларів, а підготовчий етап будівництва обійшовся 1,6 млн доларів.
В наступні роки проєкт майже не розвивався через недостатнє фінансування. Вартість добудови телескопа у 2014 році оцінювалась в 40-50 млн доларів, а ступінь готовності у 2016 році оцінювалась в 40 %.
У 2018 році президент Російської академії наук Олександр Сергєєв повідомив про прийняте на рівні керівників держав рішення добудувати радіотелескоп, а вартість проєкту була оцінена в 60 млн доларів. Протягом 2 років обсерваторія «Суффа» мала буди розконсервована, протягом наступних трьох років — добудована.

## Інструменти
Основним інструментом обсерваторії має стати радіотелескоп, побудований за проєктом РТ-70. Це повноповоротний радіотелескоп діаметром 70 м з фокусною відстанню 21 м, здатний працювати в міліметровому та субміліметровому діапазонах (частота 5-300 ГГц, довжина хвилі 1-60 мм). Його дзеркало має форму параболоїда обертання. Ефективна площа антени на пріоритетних діапазонах — 2000 м2. Телескоп працює за дводзеркальною системою Грегорі (пізніше можливий перехід до системи Нейсміта). Відбивна поверхня антени адаптивна  в реальному масштабі часу..